# Robert Zimmermann
|  | Aquest article tracta sobre el ciclista. Si cerqueu el músic i premi Nobel, vegeu «Bob Dylan». |

Robert Zimmermann (Zúric, 27 d'agost de 1912 - Zúric, 4 d'abril de 2006) va ser un ciclista suís que fou professional entre 1937 i 1946.
En el seu palmarès destaquen les victòries a la Volta a Suïssa de 1939, el Campionat de Zúric de 1940 i dues etapes a la Volta a Catalunya de 1945.

## Palmarès
- 1937
  - 1r a l'Annemasse-Bellegarde-Annemasse
  - 1r a Oerlikon
- 1938
  - Vencedor d'una etapa a la Volta a Suïssa
- 1939
  - 1r a Annemasse
  - 1r al Gran Premi de Locle
  - 1r de la Volta a Suïssa i vencedor de 2 etapes
- 1940
  - 1r al Campionat de Zúric
- 1941
  - Vencedor d'una etapa a la Volta a Suïssa
- 1945
  - 1r a Lugano
  - Vencedor de 2 etapes de la Volta a Catalunya

### Resultats al Tour de França
- 1937. 31è de la classificació general